# Rolla e Michelangelo
Rolla e Michelangelo è un cortometraggio del 1909 diretto da Romolo Bacchini e basato sulla vita del pittore italiano Michelangelo Buonarroti.